# Tim Willocks
Tim Willocks est un médecin et écrivain britannique né en 1957 à Stalybridge (dans le Grand Manchester), en Angleterre. Il est auteur de romans policiers.

## Biographie

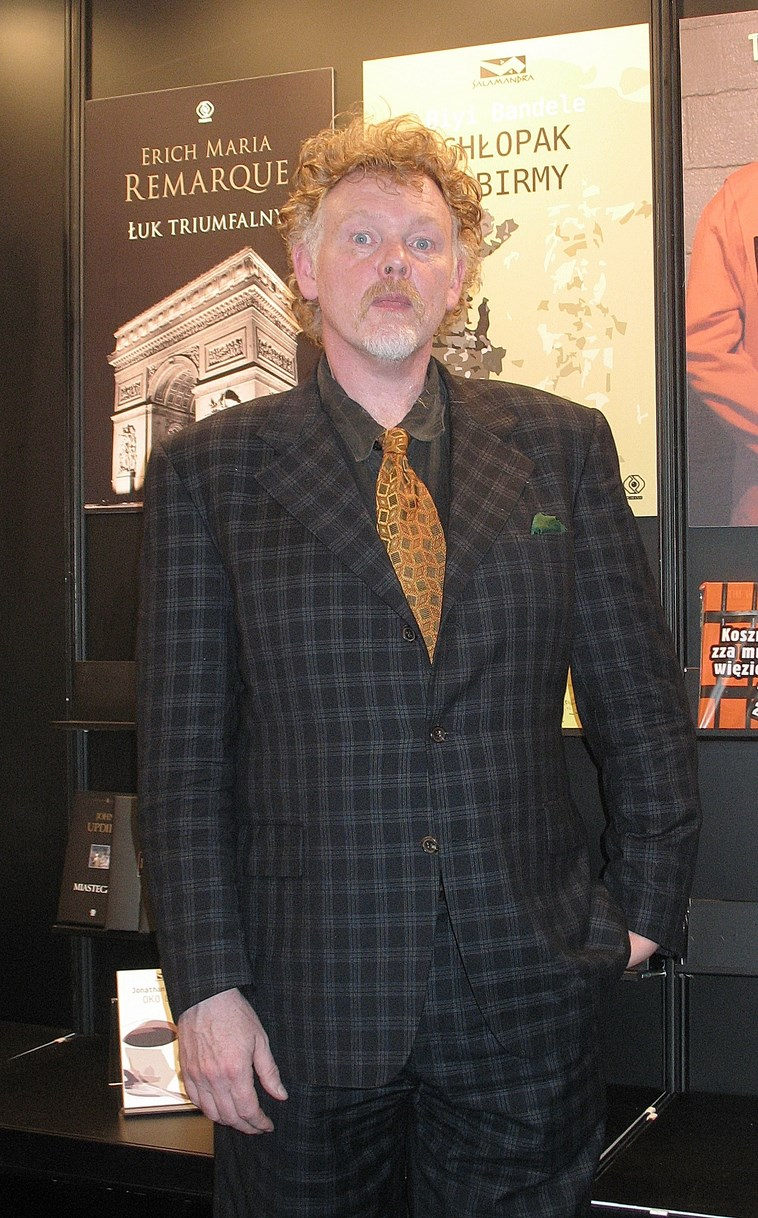
Tim Willocks en 2009.

Willocks est un médecin, formé à la fois en tant que chirurgien et psychiatre.
Il peint son propre portrait à travers les caractères de différents personnages de ses romans. On retrouve ainsi un personnage central avec une connaissance approfondie en médecine, en drogues et en arts martiaux. Willocks est lui-même ceinture noire de karaté. Il est aussi un grand fan de poker.
Le premier roman de Willocks, Bad City Blues a été adapté au cinéma. Willocks a également coécrit le documentaire de Steven Spielberg, The Unfinished Journey.
Son roman La Religion se déroule pendant l'année 1565 durant le Grand Siège de Malte, et est le début d'une trilogie romanesque ayant pour héros Mattias Tannhauser.

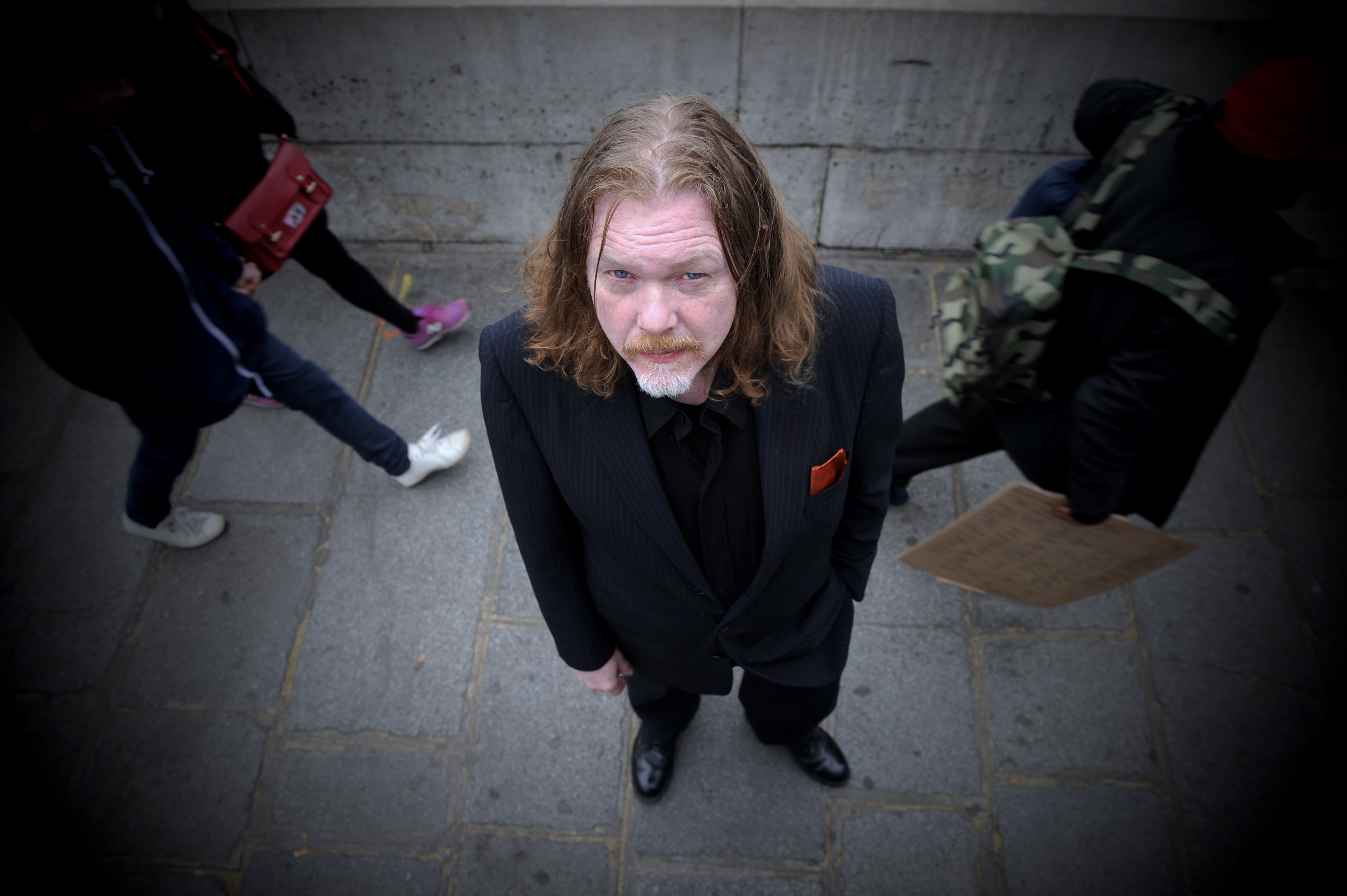
Tim Willocks, le 05 avril 2012 à Paris.

Doglands, publié en France en 2012 aux éditions Syros, est son premier roman pour la jeunesse. Il a obtenu en 2012 la Pépite du Roman adolescent européen au Salon du Livre Jeunesse de Montreuil.

## Œuvres

### Romans
- 1991 : Bad City Blues (trad. de l'anglais par Élisabeth Peellaert), Paris, Éditions de l'Olivier, 1999, 334 p. (ISBN 2-87929-176-3)
- 1995 : L'Odeur de la haine : roman [« Green River Rising »] (trad. de l'anglais par Pierre Grandjouan), Paris, Plon, 1995, 332 p. (ISBN 2-259-18026-4)
  - Renommé Green River pour l'édition de Sonatine en 2010.
- 1996 : Les Rois écarlates [« Bloodstained Kings »] (trad. de l'anglais par Élisabeth Peellaert), Paris, Éditions de l'Olivier, 2001, 475 p. (ISBN 2-87929-175-5)
- 2011 : Doglands (trad. de l'anglais par Benjamin Legrand), Paris, Syros, 2012, 343 p. (ISBN 978-2-7485-1179-6)
- 2018 : La Mort selon Turner [« Memo from Turner »] (trad. de l'anglais par Benjamin Legrand), Paris, Sonatine, 2018, 384 p. (ISBN 978-2-35584-672-4)
- 2024 : Le Steve McQueen, Points. En collaboration avec  Caryl Férey

## Trilogie Mattias Tannhauser
- 2006 : La Religion [« The Religion »] (trad. de l'anglais par Benjamin Legrand), Paris, Sonatine, 2009, 852 p. (ISBN 978-2-35584-014-2)
- 2013 : Les Douze Enfants de Paris [« Twelve Children of Paris »] (trad. de l'anglais par Benjamin Legrand), Paris, Sonatine, 2014, 944 p. (ISBN 978-2-35584-225-2)[5]

## Nouvelle
- 2011 : La Cavale de Billy Micklehurst [« Billy Micklehurst's run »] (trad. de l'anglais par Benjamin Legrand), Paris, Allia, 2012, 38 p. (ISBN 978-2-84485-568-8)

## Filmographie
- 1999 : Bad City Blues, réal. Michael Stevens, avec Dennis Hopper, Michael Massee, Michael McGrady.
- 2003 : Péché immortel (Sin), réal. Michael Stevens, avec Gary Oldman, Ving Rhames, Kerry Washington.

## Prix
- Prix du polar européen 2019 pour La Mort selon Turner[6]